# Kupres (kommun i Federationen Bosnien och Hercegovina)
Kommunen Kupres (kroatiska: Općina Kupres, kyrillisk skrift: Општина Купрес) är en kommun i Kanton 10 i västra Bosnien och Hercegovina. Kommunen hade 5 057 invånare vid folkräkningen år 2013, på en yta av 571,62 km².
Av kommunens befolkning är 88,47 % kroater, 6,29 % serber och 5,04 % bosniaker (2013).
Kommunen delades 1995 genom Daytonavtalet och lejonparten hamnade då i den kroat- och bosniakdominerande entiteten, medan endast en liten bit av norra delen kom att hamna i den serbdominerande entiten. Som en följd av kriget och den efterföljande delningen har majoriteten av serberna lämnat kommunen.